# Gode
Gode (amharski: ጎዴ, somalski: Godej) je grad u istočnoj Etiopiji, u Regiji Somali u Zoni Gode. Gode je udaljen oko 890 km istočno od glavnog grada Adis Abebe i oko 214 km zapadno od somalske granice (prijelaz Ferfer). Gode je bio glavni grad Regije Somali od 1992. (u cilju smirenja snažnog somalskog separatističkog pokreta), sve do početka 1994., kad je upravno sjedište regije premješteno u Jijigu, koja ima bolju infrastrukturu i prometnu povezanost.
Gode ima zračnu luku (IATA kod GDE) s redovnim letovima koje održava etiopska zračna kompanija. Most preko rijeke Šebele izgrađen je 1968. u predgrađu Godea.

## Povijest
Prije početka Ogadenskog rata, Gode je bio garnizon u kome je boravila 5. brigada 4. divizije, raspoređena u pet vojnih kampova u okolici grada. Gode su zauzele jedinice Zapadnog somalskog oslobodilačkog fronta krajem srpnja 1977. i držale su ga u svojim rukama skoro do kraja Ogadenskog rata 1980. Tad su jedinice Prve etiopske revolucionarne armije pod zapovjedništvom brigadnog generala Demissa Bulta, u operaciji Laš oslobodile Gode (studeni 1980.) Potom je Gode korišten kao uporište iz kojeg je etiopska vojska išla u operacije čišćenja terena od ostataka somalske vojske i gerilaca.
Gode je došao na naslovnice svjetskih novina, zbog pojave teške gladi; 1981. i ponovno 1991. godine. Tad je UN organizirao zračni most za Gode, i organizirao veliki izbjeglički kamp za oko 80.000 ljudi.
Gradonačelnik Godea Muktar Aden Gedden ubijen je 26. srpnja 1994., u do danas nerazjašnjenom atentatu, za koji nijedan pojedinac ili grupa nije preuzela odgovornost.

## Stanovništvo
Prema podacima Središnje statističke agencije Etiopije -(CSA) za 2005. grad Gode imao je 68,342 stanovnika, od toga 39,479 muškaraca i 28,863 žena. Gode je najveći grad u woredi Gode. 
Najveća etnička grupa u Godeu su Somalci koji čine 95.6% stanovnika, sljedeća veća etnička grupa su Amharci s 2.7%, sve ostale grupe imaju 1.7%. 11,044 stanovnika ili 24.1% su školska djeca.